# Villacourt
Villacourt és un municipi francès situat al departament de Meurthe i Mosel·la i a la regió del Gran Est. L'any 2007 tenia 466 habitants.

## Demografia

### Població
El 2007 la població de fet de Villacourt era de 466 persones. Hi havia 160 famílies, de les quals 28 eren unipersonals (12 homes vivint sols i 16 dones vivint soles), 48 parelles sense fills, 72 parelles amb fills i 12 famílies monoparentals amb fills.
La població ha evolucionat segons el següent gràfic:
Habitants censats

### Habitatges
El 2007 hi havia 178 habitatges, 166 eren l'habitatge principal de la família, 5 eren segones residències i 7 estaven desocupats. 167 eren cases i 9 eren apartaments. Dels 166 habitatges principals, 149 estaven ocupats pels seus propietaris, 14 estaven llogats i ocupats pels llogaters i 3 estaven cedits a títol gratuït; 4 tenien dues cambres, 11 en tenien tres, 34 en tenien quatre i 117 en tenien cinc o més. 136 habitatges disposaven pel capbaix d'una plaça de pàrquing. A 70 habitatges hi havia un automòbil i a 83 n'hi havia dos o més.

### Piràmide de població
La piràmide de població per edats i sexe el 2009 era:
| Homes | Edats   | Dones |
| ----- | ------- | ----- |
| 0     | 95 o +  | 0     |
| 0     | 90 a 94 | 0     |
| 4     | 85 a 89 | 4     |
| 4     | 80 a 84 | 4     |
| 0     | 75 a 79 | 16    |
| 4     | 70 a 74 | 4     |
| 12    | 65 a 69 | 24    |
| 12    | 60 a 64 | 8     |
| 24    | 55 a 59 | 8     |
| 8     | 50 a 54 | 16    |
| 20    | 45 a 49 | 24    |
| 16    | 40 a 44 | 4     |
| 20    | 35 a 39 | 16    |
| 16    | 30 a 34 | 16    |
| 12    | 25 a 29 | 12    |
| 4     | 20 a 24 | 4     |
| 16    | 15 a 19 | 24    |
| 16    | 10 a 14 | 24    |
| 20    | 5 a 9   | 24    |
| 12    | 0 a 4   | 16    |

## Economia
El 2007 la població en edat de treballar era de 295 persones, 203 eren actives i 92 eren inactives. De les 203 persones actives 185 estaven ocupades (101 homes i 84 dones) i 18 estaven aturades (6 homes i 12 dones). De les 92 persones inactives 26 estaven jubilades, 33 estaven estudiant i 33 estaven classificades com a «altres inactius».

### Ingressos
El 2009 a Villacourt hi havia 160 unitats fiscals que integraven 462 persones, la mediana anual d'ingressos fiscals per persona era de 16.003 €.

### Activitats econòmiques
Dels 8 establiments que hi havia el 2007, 1 era d'una empresa alimentària, 3 d'empreses de construcció, 1 d'una empresa de comerç i reparació d'automòbils, 1 d'una empresa financera, 1 d'una empresa de serveis i 1 d'una entitat de l'administració pública.
Dels 3 establiments de servei als particulars que hi havia el 2009, 1 era un paleta i 2 electricistes.
L'únic establiment comercial que hi havia el 2009 era una fleca.
L'any 2000 a Villacourt hi havia 10 explotacions agrícoles que ocupaven un total de 568 hectàrees.

## Equipaments sanitaris i escolars
El 2009 hi havia una escola elemental.

## Poblacions més properes
El següent diagrama mostra les poblacions més properes.